# Johann Hülsemann

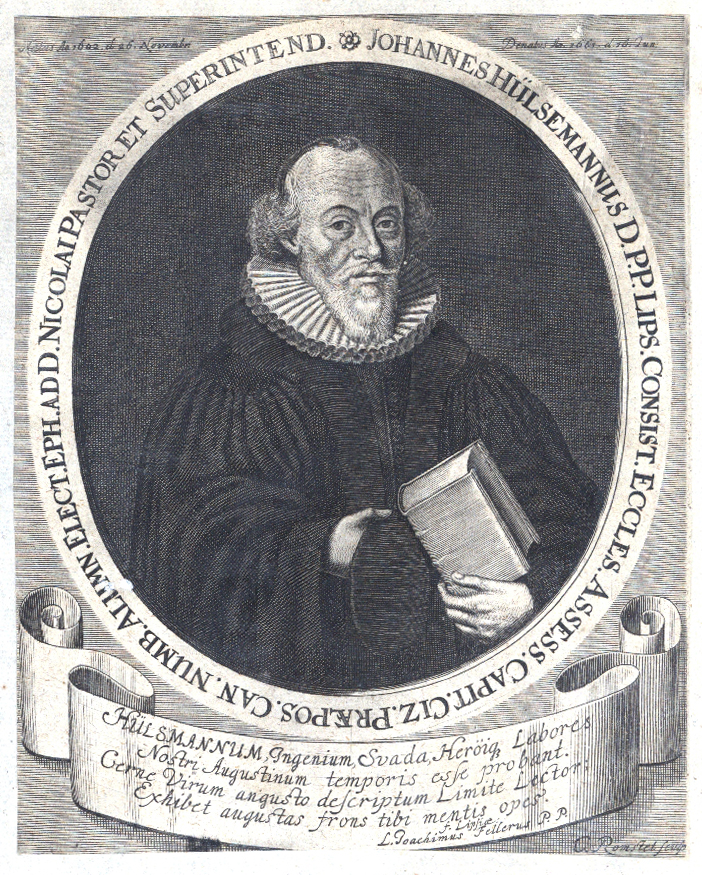
Johann Hülsemann, Kupferstich von Christian Romstet

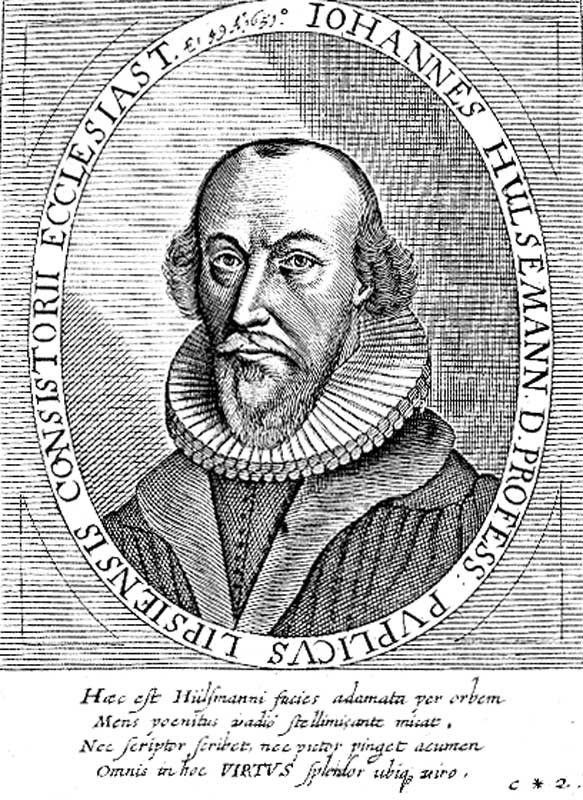
Johann Hülsemann

Johannes Hülsemann, auch Johann Hülsemann (* 26. November 1602 in Esens; † 11. Juni 1661 in Leipzig) war ein deutscher lutherischer Theologe.

## Leben
Johann Hülsemann wurde in Esens als Sohn des Superintendenten Heinrich Hülsmann (1569–1624) geboren. Seine Mutter Anna († 1642) war die Tochter des Bürgermeisters von Aurich Bohle Heyen. Hülsemann wurde zunächst von seinem Vater ausgebildet, aber im Alter von 12 Jahren ging er in die Nachbarstadt Norden, wo er die Norder Lateinschule besuchte, bezog mit 13 Jahren das Gymnasium in Stade und wechselte 1618 nach Hannover. 1620 kehrte er in seine Heimat zurück, bezog im April 1621 die Universität Rostock, doch wechselte er am 10. Februar 1623 an die Universität Wittenberg, wo er besonders mit Friedrich Balduin Kontakt hatte und in dessen Haus als Tischgenosse einzog. Von diesem gefördert wohnte er den Vorlesungen von Johann Scharf, Jakob Martini und Balthasar Meisner bei.
Als Balduin im Mai 1627 starb, ging Hülsemann an die Universität Leipzig, wo er – gefördert von Heinrich Höpfner – mit der Disputation „De Fidei ad Iustitam Impurtatione“ den akademischen Grad eines Magisters erwarb. Es wurde ihm ermöglicht, in Leipzig Vorlesungen zu halten, wobei er auch Matthias Hoë von Hoënegg kennen und schätzen lernte. Im Anschluss unternahm er eine Bildungsreise, die ihn durch Holland und Frankreich führte. Über Hamburg nach Leipzig zurückgekehrt, begab er sich an die Universität Marburg zu Menno Hanneken und erhielt dort das Lizentiat der Theologie.
Nach weiteren Reisen durch deutsche Universitätsstädte, kehrte Hülsemann nach Leipzig zurück und wurde von dort, mit einem glänzenden Zeugnis aus Marburg, durch die Empfehlung der Wittenberger Theologischen Fakultät, nach Dresden um die Professur der Theologie vorstellig. Diese Vorstellung hat sich sehr positiv ausgewirkt und er wurde im November 1629 als ordentlicher Professor der Theologie an der Wittenberger Akademie berufen. Um als Doktorvater den dazu notwendigen akademischen Grad zu erwerben, promovierte er am 26. Januar 1630 in Gegenwart des Kurfürsten Johann Georg von Sachsen, der verwitweten Fürstin von Anhalt-Zerbst und des Grafen von Solms und Ostfriesland zum Doktor der Theologie und vermählte sich am gleichen Tag mit der Witwe Balduins, Sophia (* 1607; † 19. September 1667 in Leipzig), der Tochter des Torgauer Ratsherrn und Bürgermeisters Eukarius Barwasser (1570–1632) und seiner Frau Barbara Gadegast.
Auch Hülsemann und seine Familie hatten unter den Versorgungsnotständen des Dreißigjährigen Krieges zu leiden, dennoch versuchte er während dieser Zeit auch den organisatorischen Fragen des Universitätsbetriebes zu widmen. So sorgte er sich um die Einquartierung der Studenten und verpflegte das durchziehende Kriegsvolk. Dazu wurde er 1632 von Kurfürst Johann Georg zum Kriegskommissar berufen. Während dieser Zeit entstand seine wichtigste dogmatische Schrift, das später erweiterte „Breviarium theologiae exhibens praecipuas fidei controversias“. Zudem bekleidete er in den Wintersemestern 1632 das Amt des Prorektors und in den Wintersemestern 1638 und 1644 das gleichbedeutende Amt des Rektors der Wittenberger Akademie.
Theologisch hatte sich Hülsemann in Wittenberg als orthodoxer Lutheraner etabliert, so nahm er 1630/31 am Leipziger Konvent teil, ein Angebot zur Führung der lutherischen Gemeinde in Amsterdam lehnte er ab, 1633 wendete er sich an die lutherischen Fakultäten gegen den Pennalismus und als  Führer des Direktoriums der Augsburgerischen Konfessionsverwandten nahm er 1645 am Religionsgespräch in Thorn teil. Dabei traf er auf den Vertreter des Synkretismus Georg Calixt, gegen den er auf diesem Treffen entschieden auftrat und sich zu einem seiner heftigsten Gegner entwickeln sollte. Auch das Treffen war nicht von Erfolg gekrönt, denn es gab mit den Reformierten Kirchen keine Übereinkunft.
Einer Berufung auf das Oberhofpredigeramt in Dresden kam Hülsemann 1645 nicht nach. Dagegen wechselte er 1646 an die durch Todesfälle dezimierte Theologische Fakultät der Universität Leipzig und besetzte die zweite Professur. Damit verbunden war das Pfarramt der St. Nikolaikirche in Leipzig und das Amt als Assessor der kurfürstlichen Stipendiaten. 1647 stieg er in der Professur auf und wurde damit verbunden Kanoniker in Zeitz, 1651 Propst ebenda und Senior des Kapitels in Naumburg. Mit einem weiteren Aufstieg in der Leipziger Professur 1653 wurde er ebenfalls aufsteigend 1657 Kanoniker in Meißen und wurde im selben Jahr Superintendent von Leipzig. Zu Ostern 1656 erlitt er während einer Predigt einen Schwächeanfall. Nach einem ähnlichen Anfall 1660 erholte er sich nicht wieder. Das Trauergedicht zu seinem Tod wurde vom Nikolaikantor Elias Nathusius verfasst.

## Wirken
Als einflussreicher Vertreter der lutherischen Orthodoxie trat er für praktische Reformbestrebungen in der lutherischen Kirche ein und hat diese durch eigene Veröffentlichungen untermauert. Johann Arndts Schriften hat er begeistert gelesen. Zudem war er um Ausgleich mit Andersdenkenden bemüht. Er konnte aber auch hart die Position der Lutherischen Orthodoxie vertreten, wie es die Vorgänge beim Thorner Religionsgespräch zeigen. Dennoch hat er den Weg zu Einigungbestrebungen in seiner Lehre von den Fundamentalartikeln, mit der Bestimmung der Heilsnotwendigen und einer entsprechenden Vertiefung des Heilverständnisses gelegt. Somit war er nach dem Tod von Johann Gerhard der erste Mann der lutherischen Kirche. Nach seinen Vorarbeiten verfassten seine Fakultätskollegen Henrici und Kromayer 1655 den Consensus repetitus fidei vere Lutheranae, der die calixtinische Lehre verurteilte.

## Familie
Aus der Ehe mit Sophia sind 10 Kinder hervorgegangen:
- Heinrich († 1637)
- Eucharius († 1637)
- Anna Barbara († 23. August 1705 in Merseburg), verh. am 30. April 1650 in Leipzig mit Jacob Clauder (1617–1669), Superintendent in Delitzsch und Halberstadt
- Sophia Margaretha († 1637)
- Sophie Margarethe (* 31. August 1638 in Wittenberg; † 15. Juni 1693)

1. Ehe 19. Juni 1655 mit Johann Martin Luther (1616–1669; Urenkel des Reformators), Dompropst in Meißen und Dechant in Zeitz
2. Ehe 1675 mit Wolfgang David von Döhring (1641–1714), Stiftskanzler von Meißen und Hofpfalzgraf
- Christine Elisabeth († 1705), verh. am 23. September 1656 mit Johannes Christian Bilefeld, Superintendent von Wernigerode und Delitzsch
- Dorothea Elisabeth (* 1. Juli 1642 in Wittenberg; † 27. März 1662 ebenda), verh. am 7. Juni 1659 mit Abraham Calov in Wittenberg
- Anna Sophia, verh. ab 1663 mit Johann Ernst Noricus (auch: Nürenberger; * 16. Juni 1634 in Nordhausen; † 7. März 1678 in Merseburg), Hof- und Justizrat in Merseburg
- Catharina Sabina (* 29. August 1647 in Leipzig; † 20. Oktober 1725 ebenda), verh. mit Johannes Bohn (1640–1718), Professor der Anatomie und Chirurgie an der Universität Leipzig
- Johann (* 11. September 1649 in Leipzig; † 18. August 1710 in Darmstadt), Professor der Rechte an der Universität Leipzig, dann Geheimer Konsistorialrat des Landgrafen von Hessen in Darmstadt und Kurator der Universität Gießen[3]

## Werkauswahl
- Calvinismus Irreconciliabilis, seu Delineatio caussarum, Earumq[ue] applicatio ad Calvinismum, Propter quas Josephus Hallus, Exoniensis Episcopus Papismum censuit esse Irreconciliabilem. Berger, Wittenberg 1641. (Digitalisat)
- Breviarium Theologicum: Exhibens Praecipuas Et Novissimas Fidei Controversias Quae Hodie Inter Christianos Agitantur. Wendt, Wittenberg 1644. (Digitalisat)
- Der Witben Freud, Gottseligkeit, Leipzig 1648. (Digitalisat)
- Himmlischer Wandel der weyland Erbarn/Viel Ehr- und Tugendreichen Frauen Anna. Leipzig 1648. (Digitalisat)
- Lebens-Liecht des weyland ehrenvesten und fürnehmen Herrn Hieronymi von Ryssel, Leipzig 1648. (Digitalisat)
- Semper vivum. Stetblühende Blume einer glaubigen Seele, Leipzig 1648.
- Geistlicher Auffenthalt des weiland Herrn Andræen Fürstenhäupts, Bürgers und Handelsmanns zu Leipzig, Leipzig 1649. (Digitalisat)
- Himlisch Leben des Wilhelm Leysers, Wittenberg 1649. (Digitalisat)
- Schneller, leichter, großer, gewisser Gnaden-Gewinn. Leipzig 1649. (Digitalisat)
- Dialysis Apologetica Problematis Calixtini, Num Mysterium Sanctissimae Trinitatis Aut Divinitatis Christi E Solo Vetere Testamento Possit Evinci, Et Omnibus Ejus Temporis Fidelibus Ad Salutem Creditu Fuerit Necessarium? Ritzsch, Leipzig 1649. (Digitalisat)
- Brevis Instructio Studiosorum In Universitate Lipsiensi. Qvid de resuscitatione & excusatione Phraseos Majoristicae: Bona Opera Sunt Necessaria Ad Adipiscendam Vitam Aeternam: statuere habeant? Ritzsch, Leipzig 1650.  (Digitalisat)
- Calixtinischer Gewissenwurm, Leipzig 1654. (Digitalisat)
- De ministro consecrationis et ordinationis sacerdotalis tractatus. Schürer & Götz, Leipzig 1658. (Digitalisat)